# Xilarmônica

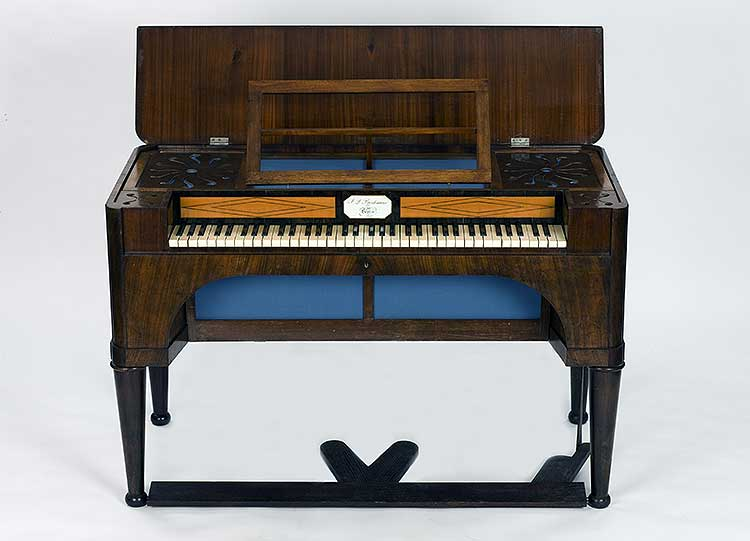
Terpodion de Johann David Buschmann (1773-1852) At 1825 Berlin Signatur „J.D. Buschmann in Berlin“ Tessitura: F0 a F6 (#C3) (seis oitavas) Restaurado em 2006/07: Andreas Hermert / Meike Wolters, H 830 mm, B 1296 mm, T 666 mm, Inv.-Nr.: V/J 417, Städtische Museen Junge Kunst und Viadrina, 15230 Frankfurt (Oder)

A xilarmônica (do alemão holzharmonika), também conhecida por terpodion ou uranion, é um instrumento musical de teclado, cujas teclas elevam peças de madeiras revestidas de couro, que entram em atrito em um cilindro de madeira, produzindo assim o som.
É um istrumento muito semelhante ao clavicilindro, porém ao invés de vidro, é constituído por um cilindro de madeira, coberta com uma mistura especial que gira através de movimentos feitos com o pé sobre um pedal. Apenas 25 instrumentos foram já construídos por Christian Friedrich Ludwig Buschmann, filho de Johann David Buschmann, o inventor deste instrumento. Johann David Buschmann foi inicialmente um passementier, então ele começou a reparar instrumentos de teclas. Em 1817 este instrumento tinha 5 1/2 oitavas.

## Explicação técnica

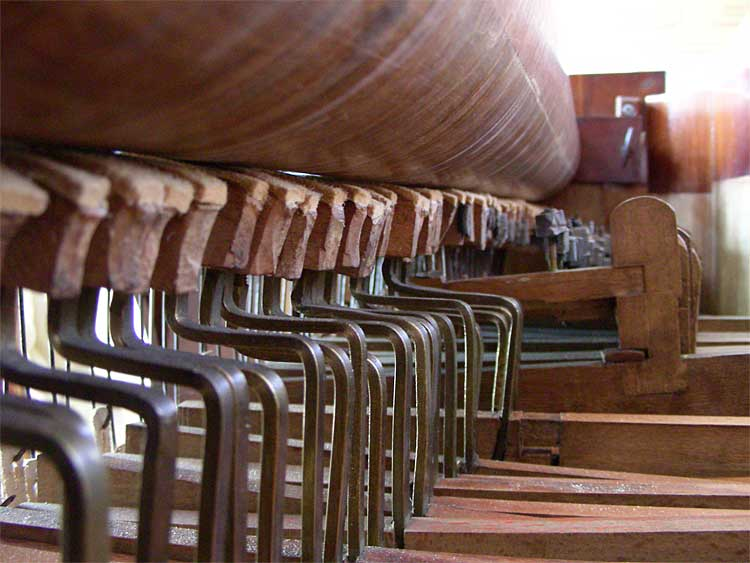
Interior da xilarmônica, Inv.-Nr.: V/J 417, Städtische Museen Junge Kunst und Viadrina, 15230 Frankfurt (Oder)

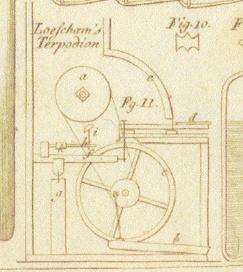
Desenho na patente do instrumento

Há uma certa relação com a harmônica de vidro e o clavicilindro. Na harmônica de vidro se produz o som pelo atrito dos dedos molhados sobre os sinos de vidro em forma de tigela. No clavicilindro, hastes metálicas correspondentes a cada nota friccionando um cilindro de vidro.
Na xilarmônica, o cilindro rotativo é revestido de madeira ou de outro material, se esfrega em uma estrutura de madeira ou de um elemento composto de madeira e metal com quem está para finalmente vibrar para produzir a nota correspondente. Para nota mais graves, estas estruturas são feitas principalmente de madeira e para as notas mais agudas, são compostos principalmente de metal. Há algumas partes ajustáveis dentro de cada estrutura para a altura de cada nota poder ser ajustada no  processo de afinação. Ajustes desse tipo não costumam ser frequentes.
O cilindro rotativo é feita de madeira de buxus (Buxus sempervirens), mas na patente do instrumento diz que pode ser de qualquer material. O revestimento do cilindro é fundamental. A mistura exata pode ser vista na relação da patente. (2 partes de etanol, 1 parte de mástique (resina vegetal), 1 parte de sandarac (resina de Tetraclinis) 1/16 parte de cânfora). As peças de vibração são empurrados pelo mecanismo de teclas para o cilindro rotativo através de uma espécie de martelo que é coberto por couro áspero suave, que é revestido com a mesma mistura que o cilindro.
O volume resultante do som depende da quantidade de pressão aplicada às teclas, mas o volume do som fica ruim para as notas mais graves, se a pressão aplicada for igual.